# Jüdischer Friedhof (Neubukow)

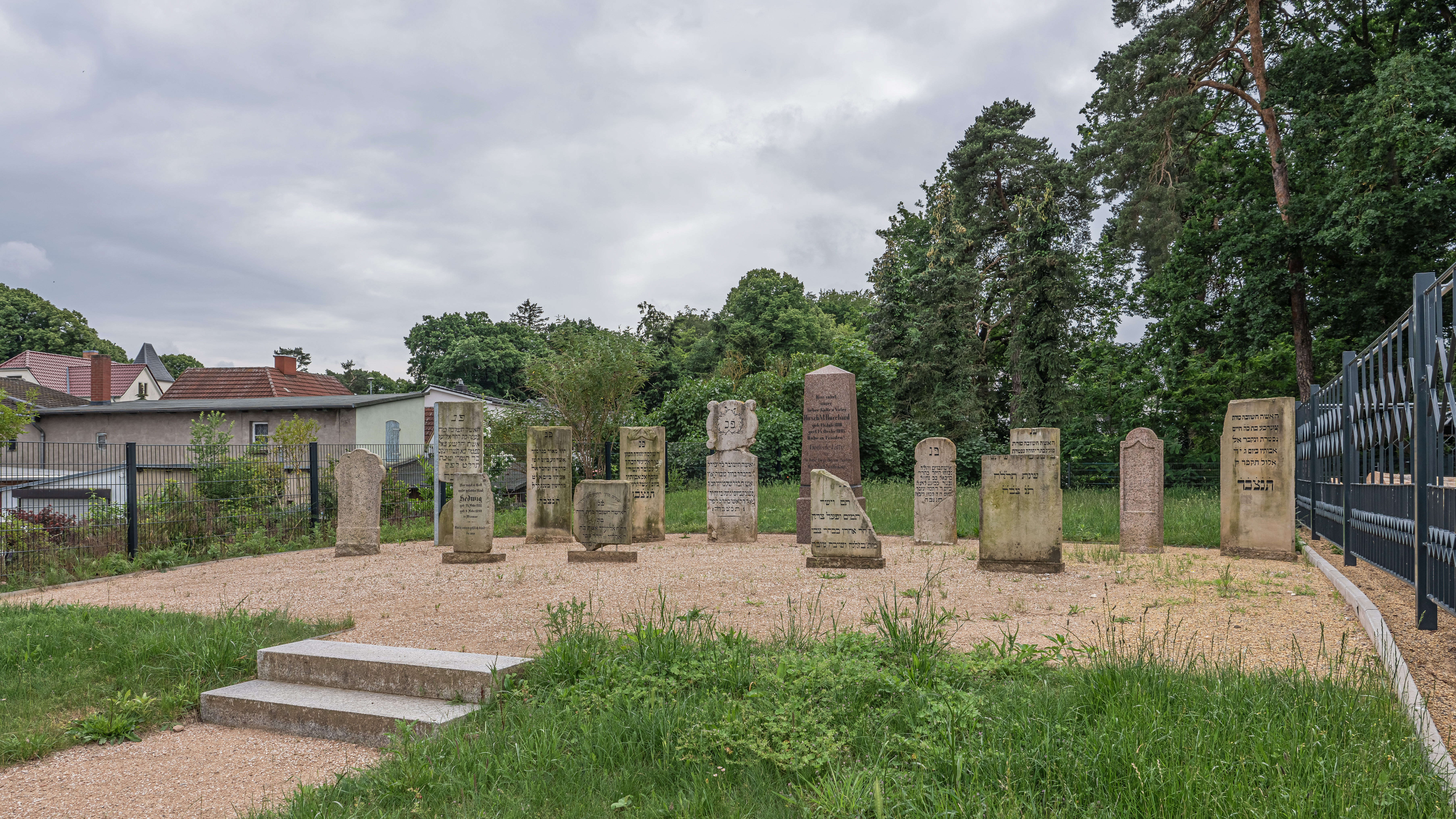
Grabsteine

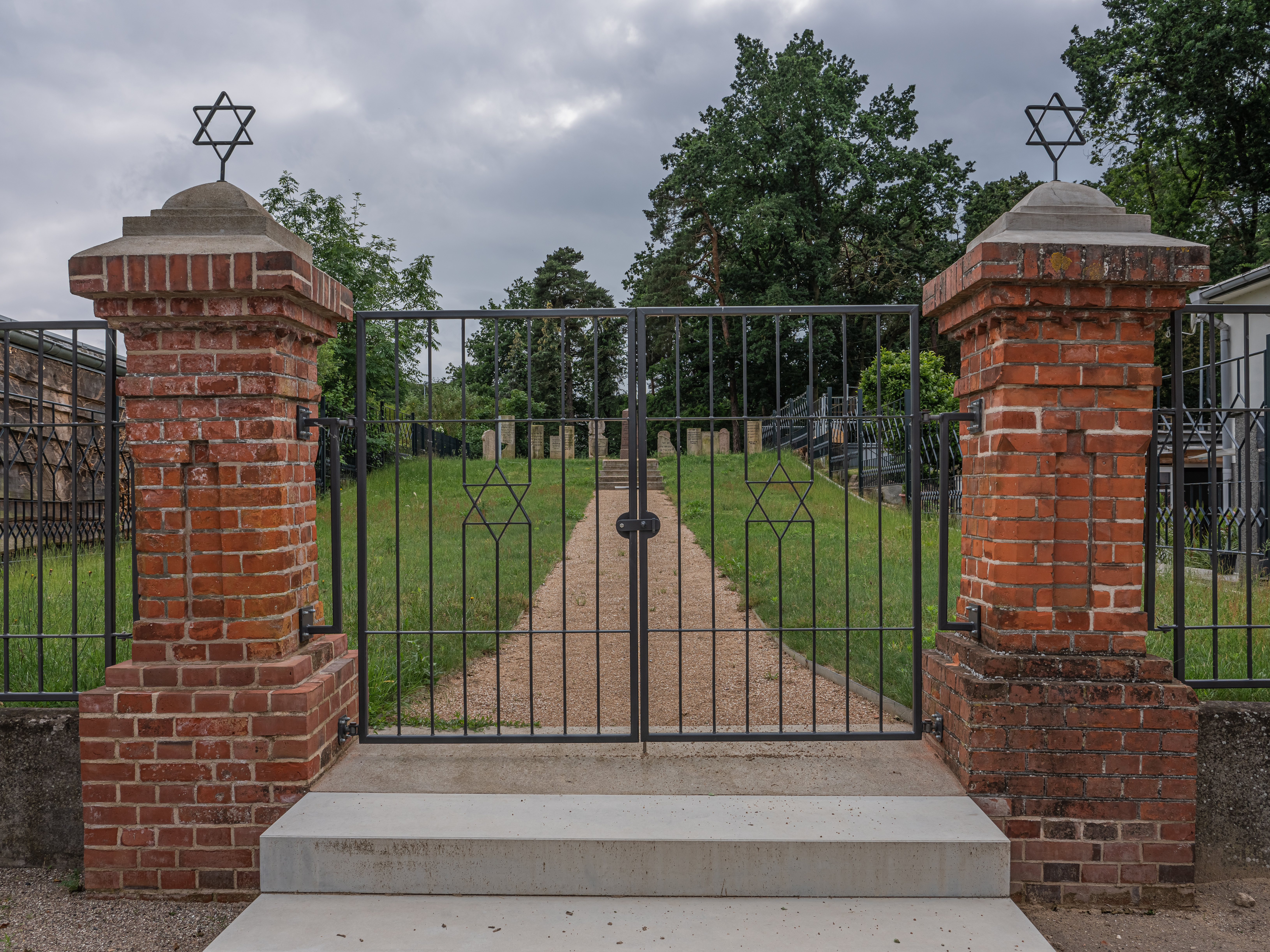
Eingangstor

Der Jüdische Friedhof Neubukow liegt in der Stadt Neubukow im Landkreis Rostock in Mecklenburg-Vorpommern. 
Auf dem etwa 120 m² großen jüdischen Friedhof an der Wismarschen Straße sind drei Grabsteine erhalten. Sie bilden im oberen Teil des Grundstückes eine kleine Gruppe unter Bäumen, stehen jedoch nicht an ihrem ursprünglichen Platz.

## Geschichte
Der jüdische Friedhof in Neubukow wurde wahrscheinlich bereits im 18. Jahrhundert angelegt. In der NS-Zeit (1934) wurde er zerstört. Im Jahr 1941 erfolgte dennoch als letzte Beisetzung diejenige von Meier Burchard, des einzigen bis dahin in Neubukow noch lebenden jüdischen Einwohners. 1947 wurde der Friedhof – soweit möglich – wiederhergestellt und 1976 zu einer Gedenkstätte umgestaltet. Am Eingang zum Friedhof wurde eine Hinweistafel angebracht. 2017 bis 2024 erfolgte eine Instandsetzung. Dabei wurde auch die fehlerhafte alte Tafel ersetzt, auf der fälschlicherweise 1840 als Jahr der Weihung genannt wurde.